# Anna Goldsteiner

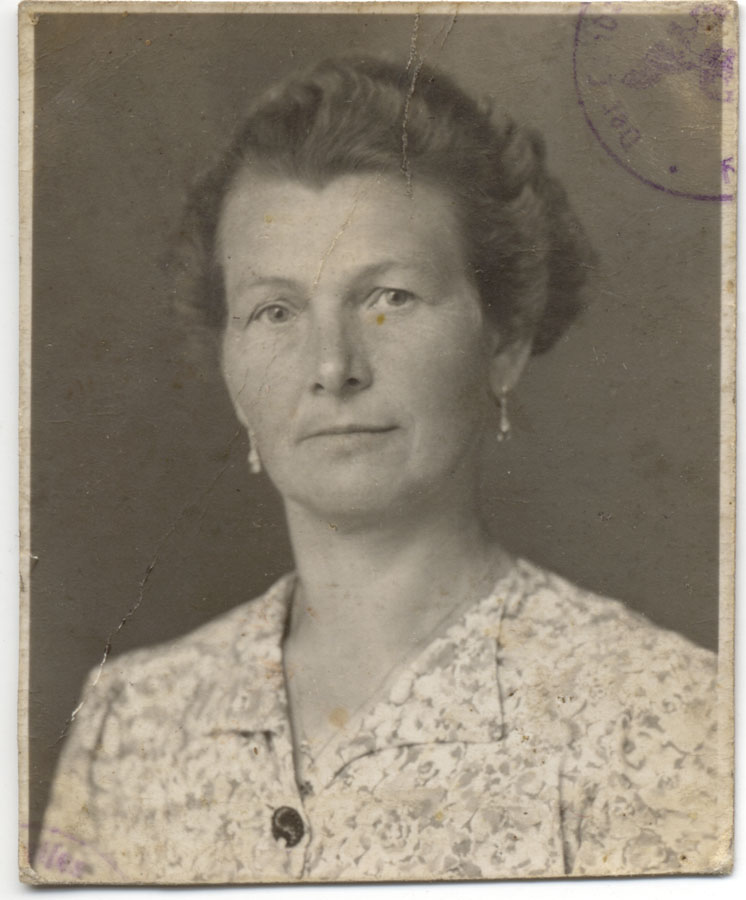
Anna Goldsteiner, 1944

Anna Goldsteiner (* 17. Juni 1899 in Wien; † 5. Juli 1944 ebenda) war eine österreichische Widerstandskämpferin gegen das NS-Regime.

## Leben
Goldsteiner war die Tochter der ledigen Hilfsarbeiterin Maria Stubenvoll. Sie wuchs in Wien im Findelhaus und bei fremden Familien auf.
1924 heiratete sie den Hilfsmonteur Johann Goldsteiner und zog mit ihm in dessen Heimat nach Pulkau. Anna Goldsteiner ging verschiedenen Tätigkeiten nach, arbeitete im Steinbruch, als Bedienerin beim Gendarmerieposten und im Postamt in Pulkau.
Anna Goldsteiner hatte in Pulkau ihre Wohnung für konspirative Treffen von Schlurfs zur Verfügung gestellt, die sich unter der Bezeichnung „Ewig treu mein Österreich“ laut Urteil „die gewaltsame Lostrennung der Alpen- und Donaureichsgaue vom Großdeutschen Reich“ zum Ziel gesetzt hatten. Diese Gruppe hatte ihr jüngster Sohn Ernst im Spätsommer 1943 mitgegründet. Im Dezember 1943 wurden insgesamt 14 Mitglieder der Gruppe festgenommen, denen die Gestapo die Entfernung von Propagandaplakaten, Vorbereitungen für Sprengstoffanschläge und Planungen zur Beseitigung des Bürgermeisters und der politischen Leiter der NSDAP in Pulkau vorwarf. Anna Goldsteiner wurde vom Oberlandesgericht Wien am 17. April 1944 wegen „Vorbereitung zum Hochverrat und Wehrkraftzersetzung zum Tode verurteilt“ und am 5. Juli 1944 hingerichtet. Sie wurde im Ehrenhain der Gruppe 40 auf dem Wiener Zentralfriedhof begraben.